# Тріггер Альперт
Трі́ггер А́льперт (англ. Trigger Alpert), справжнє ім'я Ге́рман А́льперт (англ. Herman Alpert; 3 вересня 1916, Індіанаполіс, Індіана — 26 січня 2013, Джексонвіль-Біч, Флорида) — американський джазовий контрабасист.

## Біографія
Народився 3 вересня 1916 року в Індіанаполісі, Індіана. Вивчав музику в Індіанському університеті (1938—39). Грав з Альвіно Реєм (1940), у жовтні того ж року приєднався до Гленна Міллера, з яким грав до 1944 року. Потім виступав з Тексом Бенеке, Вуді Германом, також записувався на радіо з Бенні Гудменом, потім працював на телеканалі CBS, включаючи декілька років в шоу Геррі Мура.
Працював з Френком Сінатрою (1946—50), квінтетом Вуді Германа (1947). Досить активно працював як сесійний музикант, записувався з Луї Армстронгом, Роєм Елриджем, Еллою Фітцджеральд, Тоні Моттолою, Реєм Мак-Кінлі, Бадом Фріменом, Магсі Спеньєром, Джеррі Джеромом, Арті Шоу, Коулменом Гокінсом, Саутером-Фінеганом, Джином Крупою, Бадді Річем.
У 1956 році записав свій єдиний альбом як соліст на лейблі Riverside з Елом Коном, Зутом Сімсом і Урбі Гріном. Залишив CBS у 1965 році. Багато працював на радіо і телебачені у 1970-х роках; потім почав працювати фотографом.
Помер 26 січня 2013 року у Джексонвіль-Біч, Флорида у віці 97 років.

## Дискографія
- Trigger Happy! (Riverside, 1956)